# 尼古拉·佩丁
尼古拉·尼古拉耶维奇·佩丁（俄语：Николай Николаевич Петин，1876年5月2日—1937年10月7日）苏联军事指挥官。1935年11月20日苏联国防委员会授予“军级指挥员”军衔。1937年被指控参与法西斯阴谋活动而被逮捕，当天遭到枪决。